# Anolis biporcatus
Espèce
Synonymes
- Dactyloa biporcata Wiegmann, 1834
- Norops biporcatus (Wiegmann, 1834)
- Norops biporcatus biporcatus (Wiegmann, 1834)
- Anolis copei Bocourt, 1873
- Anolis obtusirostris Peters, 1874
- Anolis brevipes Boettger, 1893
- Anolis solifer Ruthven, 1916
- Norops biporcatus parvauritus (Williams, 1966)

Anolis biporcatus est une espèce de sauriens de la famille des Dactyloidae.

## Répartition
Cette espèce se rencontre dans le Sud du Mexique, au Guatemala, au Belize, au Honduras, au Nicaragua, au Costa Rica, au Panama, en Colombie, en Équateur et dans l'Ouest du Venezuela.

## Liste des sous-espèces
Selon The Reptile Database (1 août 2012) :
- Anolis biporcatus biporcatus (Wiegmann, 1834)
- Anolis biporcatus parvauritus Williams, 1966

## Publications originales
- Wiegmann, 1834 : Herpetologia mexicana, seu Descriptio amphibiorum Novae Hispaniae quae itineribus comitis De Sack, Ferdinandi Deppe et Chr. Guil. Schiede in Museum zoologicum Berolinense pervenerunt. Pars prima saurorum species amplectens, adjecto systematis saurorum prodromo, additisque multis in hunc amphibiorum ordinem observationibus. Lüderitz, Berlin, p. 1-54 (texte intégral).
- Williams, 1966 : South American anoles: Anolis biporcatus and Anolis fraseri (Sauria, Iguanidae) compared. Breviora, no 239, p. 1-14 (texte intégral).